# L'ultima carica
L'ultima carica è un film del 1964 diretto da Leopoldo Savona

## Trama
Rocco Vardarelli è un misto tra il brigante e il patriota e che durante l'occupazione napoleonica in Italia, cerca di liberare il suo paese minacciato dalle truppe del governatore.